# 창수루역
창수루역(중국어: 常熟路站)은 상하이시 상하이시 쉬후이구 화이하이 중로·창수로에 위치한 상하이 지하철 1호선과 7호선의 환승역이다. 1호선역은 화이하이 중로(淮海中路)에 위치해 있으며, 베이징시건설계획원이 설계했고, 7호선은 창수로(常熟路)에 위치해 있다. 두 역 모두 지하 섬식 승강장이며, 두 노선은 통로를 통해 환승할 수 있다.

## 역 인근
- 상하이 음악학원(上海音乐学院)

## 역 구조

### 1호선
1호선 역은 지하 섬식 승강장으로 이루어졌다.
승강장
| 상행 | ■1호선 | 쉬자후이·상하이 체육관·상하이 남역·신좡 방면 |
| 하행 | ■1호선 | 산시난루·런민광창·상하이 역·푸진루 방면      |

### 7호선
7호선 역은 지하 섬식 승강장으로 이루어졌다.
승강장
| 상행 | ■7호선 | 징안사·전핑루·상하이 대학·메이란후 방면 |
| 하행 | ■7호선 | 둥안루·야오화루·룽양루·화무루 방면      |

## 버스 환승
15, 26, 40, 42, 45, 49, 93, 96, 167, 315, 320, 327, 816, 824, 830, 911, 911구간, 920, 926, 927

## 출구
- 1번 출구: 화이하이 중로 북쪽, 창수로(常熟路) 동부
- 2번 출구: 화이하이 중로 남쪽, 펀양로(汾阳路) 서부
- 3번 출구: 화이하이 중로 북쪽, 화팅로(华亭路) 동부
- 4번 출구: 화이하이 중로 남쪽, 바오칭로(宝庆路) 동부
- 6번 출구: 창수로 동쪽, 화이하이 중로 북쪽
- 7번 출구: 화이하이 중로 북쪽, 창수로 서부
- 8번 출구: 우위안로(五原路) 북쪽, 창수로 서부

비고 : 1번 출구에는 휠체어 리프트, 6번 출구에는 화장실이 있다.
- 개조전 창수루 역 1호선 승강장
- 개조후 창수루 역 1호선 승강장
- 창수루 역 7호선 승강장
- 창수루 역 7호선 대합실